# 左營港

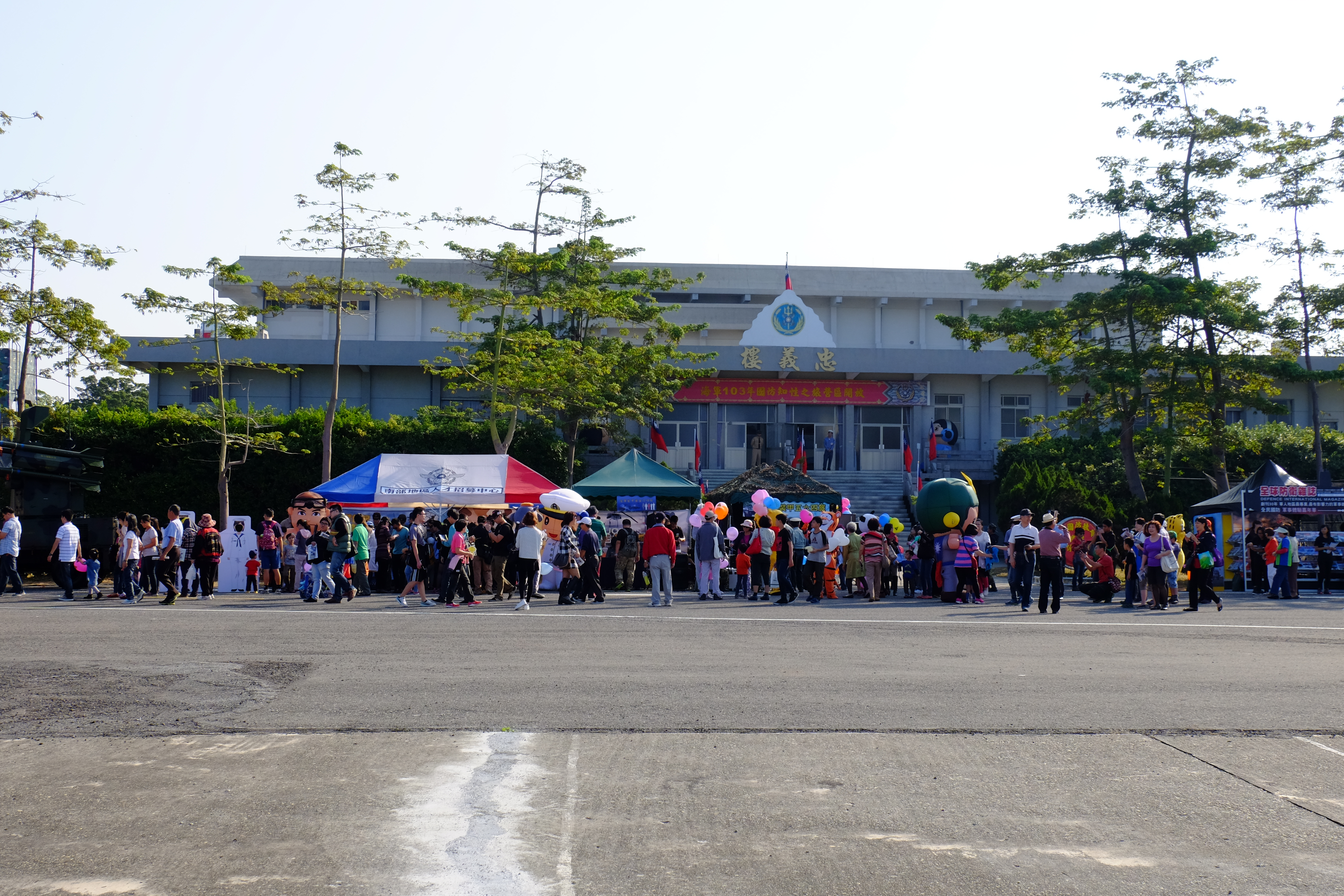
左營軍港東碼頭忠義樓

左營港，亦名左營軍港、桃子園港，為臺灣唯一的軍事專用港口、以及中華民國海軍艦艇主要駐地，位於海軍左營基地內，南邊有柴山為天然屏障。港內有海軍左營後勤支援指揮部（左支部），提供軍艦定期保養、大修之後勤支援。港內碼頭有「西碼頭」、「南碼頭」、「東碼頭」、「小艇碼頭」、「水星碼頭」、「危險品碼頭」等，供各種軍艦泊靠。

## 歷史

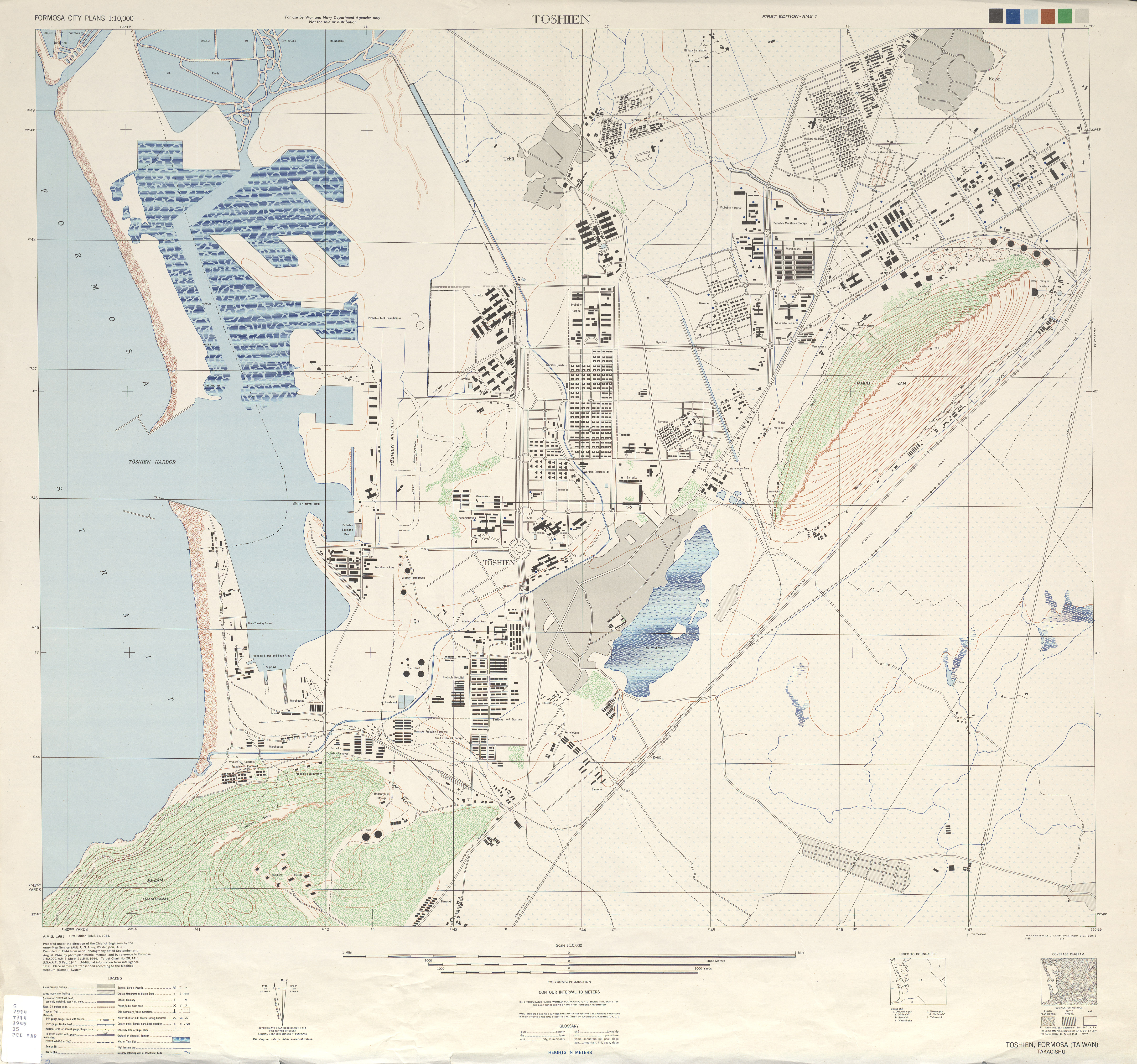
二戰時期由美軍所繪製的左營港及附近設施地圖。

左營港在清代原稱「萬丹港」，是小型商港；後因為泥沙淤積成為小型漁港。1937年，日治當局將萬丹港改建成軍港，是今日左營港的基礎。

## 駐紮部隊
- 中華民國海軍

## 相關
- 桃子園
- 海軍左營基地